# Victor Christiaens
Victor Christiaens (22 januari 1993) is een Belgisch voetballer die onder contract staat bij KFC HO Kalken. Victor speelde in 2012 voor Zulte Waregem. Op 28 april 2012 tijdens de play-off wedstrijd tegen RAEC Mons, hij mocht toen de laatste 4 minuten invallen.

## Spelerscarrière
| seizoen | club             | land   | competitie         | wed. | goals |
| ------- | ---------------- | ------ | ------------------ | ---- | ----- |
| 2011/12 | SV Zulte Waregem | België | Jupiler Pro League | 2    | 0     |
|         |                  |        | Totaal             | 2    | 0     |

Laatst bijgewerkt: 28-05-2012
1 Bostyn ·
3 Tanghe ·
4 Lemoine ·
7 Challouk ·
8 Rommens ·
9 Vossen  ·
10 Ablo Traoré ·
11 Gavriel ·
14 Barkarson ·
17 Diop ·
18 Tambedou ·
19 Nyssen ·
20 Hedl ·
21 Nnadi ·
22 Opoku ·
23 Van der Gouw ·
24 Erenbjerg ·
27 Diabaté ·
31 Willen ·
42 Dobbels ·
47 Labie ·
50 Van Damme ·
55 Cappelle ·
59 Demuynck ·
64 Sergeant ·
Coach: Vandenbroeck